# گمینا ویلبارک
گمینا ویلبارک (به لهستانی:  Gmina Wielbark) یک گمینا در لهستان است که در شهرستان شچتنو واقع شده‌است. گمینا ویلبارک ۳۴۷٫۸۹ کیلومتر مربع مساحت و ۶٬۲۵۷ نفر جمعیت دارد.